# Кабур
Кабу́р (фр. Cabourg) — коммуна во Франции, находится в регионе Нормандия, департамент Кальвадос, округ Лизьё, центра одноименного кантона. Расположена в 25 км к северо-востоку от Кана, в 8 км от автомагистрали А13 «Дорога эстуарий». Курорт на побережье Ла-Манша, в устье реки Див (фр.). В 1 км от центра города, на противоположном берегу реки Див, находится железнодорожная станция Див-Кабур, конечная местной железнодорожной линии Див―Трувиль-Довиль.
Население (2018) — 3 604 человека.

## История
До середины XIX века Кабур был рыбацкой деревней с населением в несколько сотен человек. Его история резко изменилась в 1850 году, когда парижский бизнесмен и адвокат Анри Дюран-Моримбо решил создать здесь новый морской курорт. Он выкупил прилегающие к Кабуру территории, представлявшие собой песчаные дюны и пастбищные луга. Архитектор Робине создал проект нового города-курорта, имеющего радиально-кольцевую структуру в стиле греко-римского театра, когда радиальные линии сходятся в центральном месте, где находятся казино и Гранд-отель.
Первый Гранд-отель был построен на берегу моря в 1861 году, но затем был разрушен и в 1907 году выстроен заново. В 1879—1892 годах железные дороги связали Кабур с Парижем и Каном, что способствовало резкому притоку отдыхающих. Кабур приобрел определенную популярность как курорт.

## Достопримечательности
- Гранд-отель Кабур
- Здание казино, расширенное в 2006—2007 годах
- Многочисленные красивые виллы

## Экономика
Структура занятости населения:
- сельское хозяйство — 1,5 %
- промышленность — 4,8 %
- строительство — 3,9 %
- торговля, транспорт и сфера услуг — 64,7 %
- государственные и муниципальные службы — 25,0 %.

Уровень безработицы (2017) — 19,8 % (Франция в целом — 13,4 %, департамент Кальвадос — 12,5 %).
Среднегодовой доход на 1 человека, евро (2018) — 21 380 (Франция в целом — 21 730, департамент Кальвадос — 21 490).

## Демография
Динамика численности населения, чел.

## Администрация
Пост мэра Кабура с 2014 года занимает Тристан Дюваль (Tristan Duval). На муниципальных выборах 2020 года возглавляемый им правый список победил в 1-м туре, получив 58,69 % голосов.
| Период | Период | Фамилия         | Партия                                                       | Примечания                                                  |
| ------ | ------ | --------------- | ------------------------------------------------------------ | ----------------------------------------------------------- |
| 1971   | 1979   | Бруно Кокатрикс |                                                              | композитор, импресарио, директор концертного зала «Олимпия» |
| 1979   | 1989   | Мишель Моле     | Радикальная левая партия                                     | финансовый консультант                                      |
| 1989   | 1995   | Дидье Ван Танш  | Разные правые                                                | заводчик скаковых лошадей                                   |
| 1995   | 2004   | Жак Порк        | Объединение в поддержку Республики Союз за народное движение | врач, член Регионального совета Нижней Нормандии            |
| 2004   | 2014   | Жан-Поль Анрие  | Союз за народное движение                                    | врач                                                        |
| 2014   |        | Тристан Дюваль  | Разные правые                                                | продюсер шоу                                                |

## Города-побратимы
- Майрхофен, Австрия
- Спа, Бельгия
- Салькомб, Великобритания
- Бад-Хомбург-фор-дер-Хёэ, Германия
- Террачина, Италия
- Бромон, Канада
- Юрмала, Латвия
- Мондорф-ле-Бен, Люксембург
- Уссуи, Сенегал
- Атлантик-Сити, США
- Кур (Граубюнден), Швейцария

## Искусство
В Кабуре ежегодно проводится кинофестиваль романтических фильмов. Во время фестиваля фильмы транслируются на пляже города под открытым небом.